# I’ll Follow the Sun (Mr. President-dal)
Az I'll Follow the Sun című dal a német eurodance csapat, Mr President 1995. március 3-án megjelent második kislemeze első, Up'n Away – The Album című stúdióalbumukról. Ez volt az első kislemez, amelyben Delroy "Layzee Dee" Rennallls közreműködött, miután "Sir Prophet" James elhagyta a csapatot. A dal mérsékelt siker volt az európai slágerlistákon, így Finnországban a 15., Svájcban a 16, Ausztriában a 18., míg Németországban a 16. helyet érte el. Az Eurochart Hot 100-as listán 1995 márciusában a dal az 58. volt. 

## Kritikák
A Pán-Európai Music & Media magazin így írt a dalról: "Amikor az euroövezet elnöke megnyomja a piros gombot, nagy csattanást fogsz hallani, ami olyan lesz, mint egy felgyorsított basszusgitár Jacko "Billie Jean" című dalából, egy feltúrbózott Giorgio Moroder számítógépes diszkó hatással.

## Videoklip
A dalhoz tartozó videoklipet Czar rendezte. 

## Számlista
- CD maxi, Németország (1995)

1. "I'll Follow the Sun" (Radio Edit) – 3:23
2. "I'll Follow the Sun" (Extended Version) – 5:36
3. "I'll Follow the Sun" (Discotheque Version) – 5:36
4. "Up'n Away" (Mix Version) – 5:42

- CD maxi - Remixes, Németország (1995)

1. "I'll Follow the Sun" (Peter Parker Dub Mix) – 6:13
2. "I'll Follow the Sun" (Peter Parker Compact Mix) – 5:40
3. "I'll Follow the Sun" (DJ Perplexer Remix) – 4:43

## Slágerlista
| Slágerlista (1995)                 | Legjobb helyezések |
| ---------------------------------- | ------------------ |
| Austria (Ö3 Austria Top 40)        | 18                 |
| Europe (Eurochart Hot 100 Singles) | 58                 |
| Finland (Suomen virallinen lista)  | 15                 |
| Germany (Media Control Charts)     | 23                 |
| Switzerland (Schweizer Hitparade)  | 16                 |